# Soest (Alemania)
Soest (pronunciación en alemán: /zoːst/ⓘ) se trata de una ciudad (Kreisstadt) del estado federado alemán de Renania del Norte-Westfalia. Ubicada en el Regierungsbezirk Arnsberg, se halla a 50 km al este de Dortmund y tiene cerca de 48 000 habitantes. 
Ciudad imperial libre, en 1609 pierde esta condición y pasa al Ducado de Cleveris. Anexionada a Brandemburgo en 1614, al finalizar la crisis de la sucesión de Juliers-Cléveris. Ante la resistencia ciudadana solo podrá hacerse efectiva la anexión en 1616. Se encuentra en la región histórica de Westfalia. 

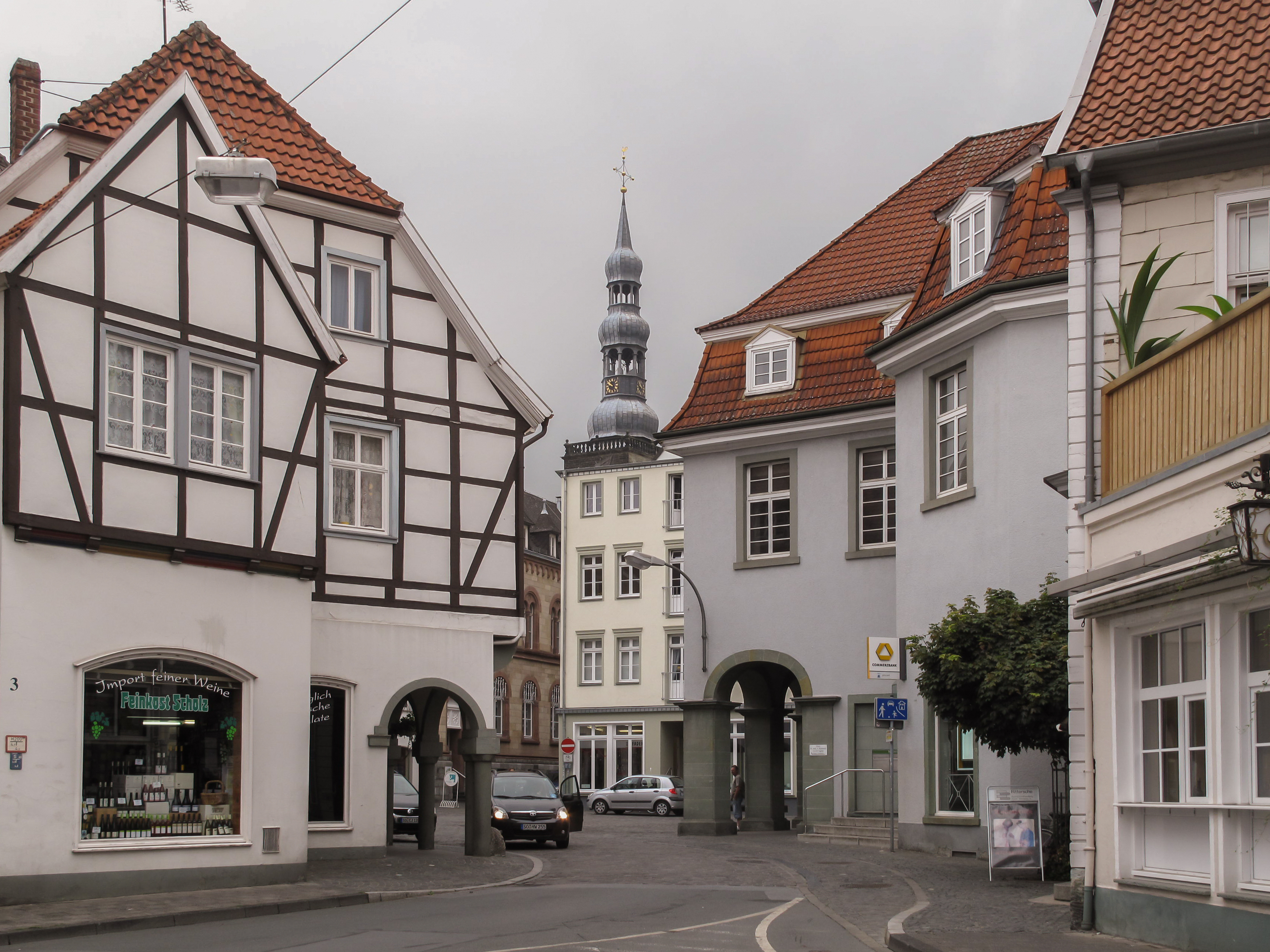
Vista en la calle
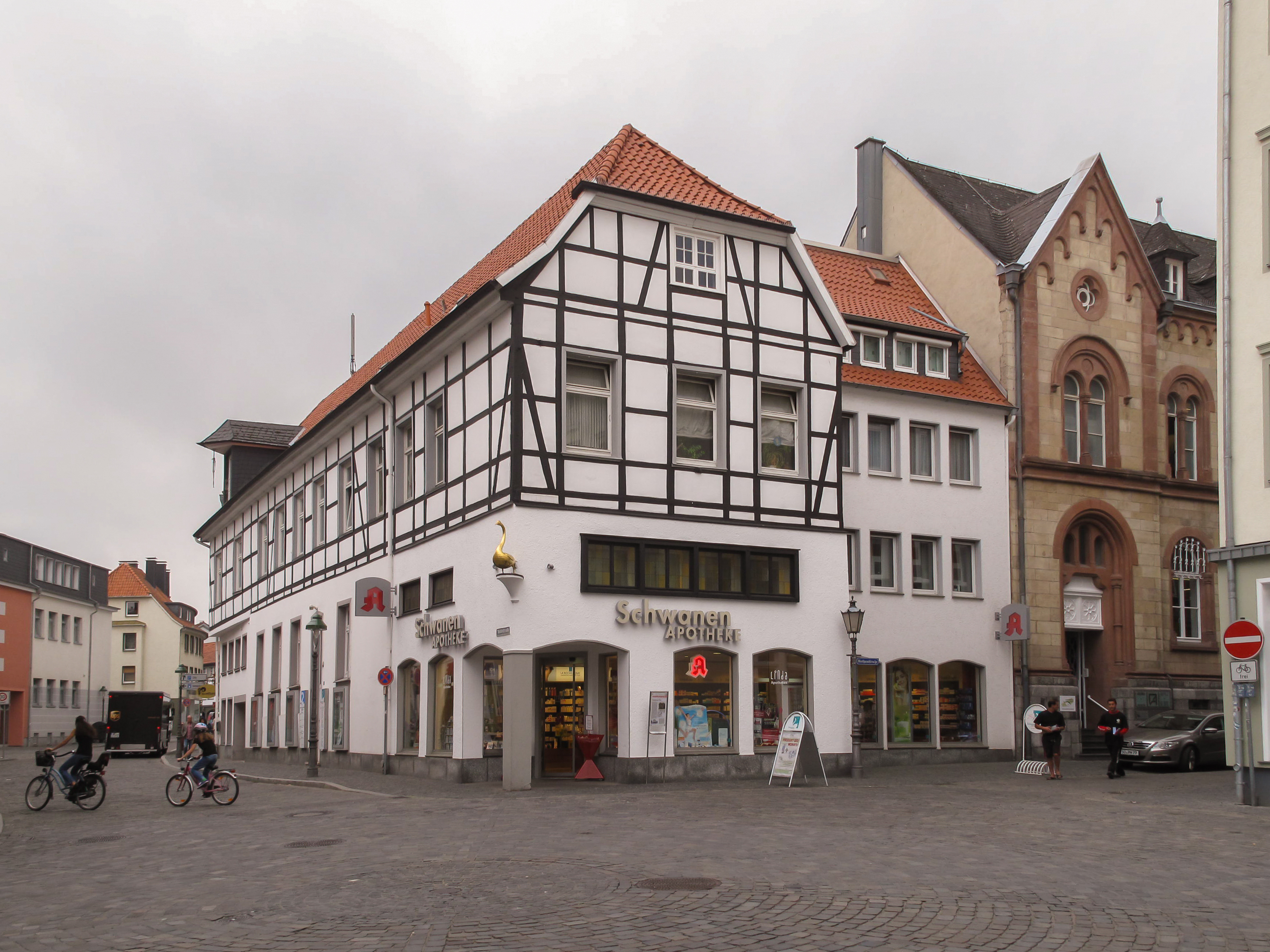
Vista en la calle
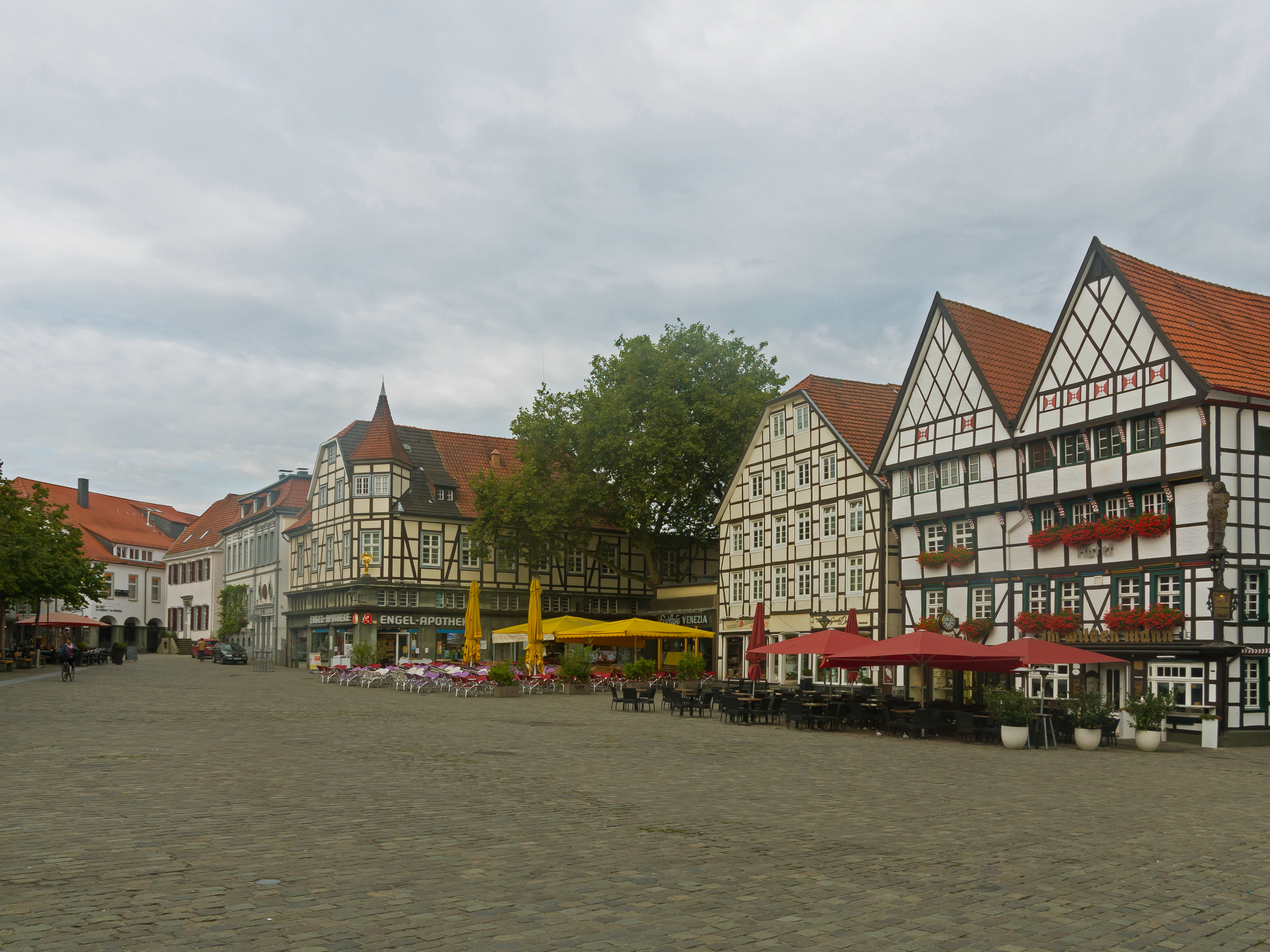
Los edificios monumentales en el Mercado
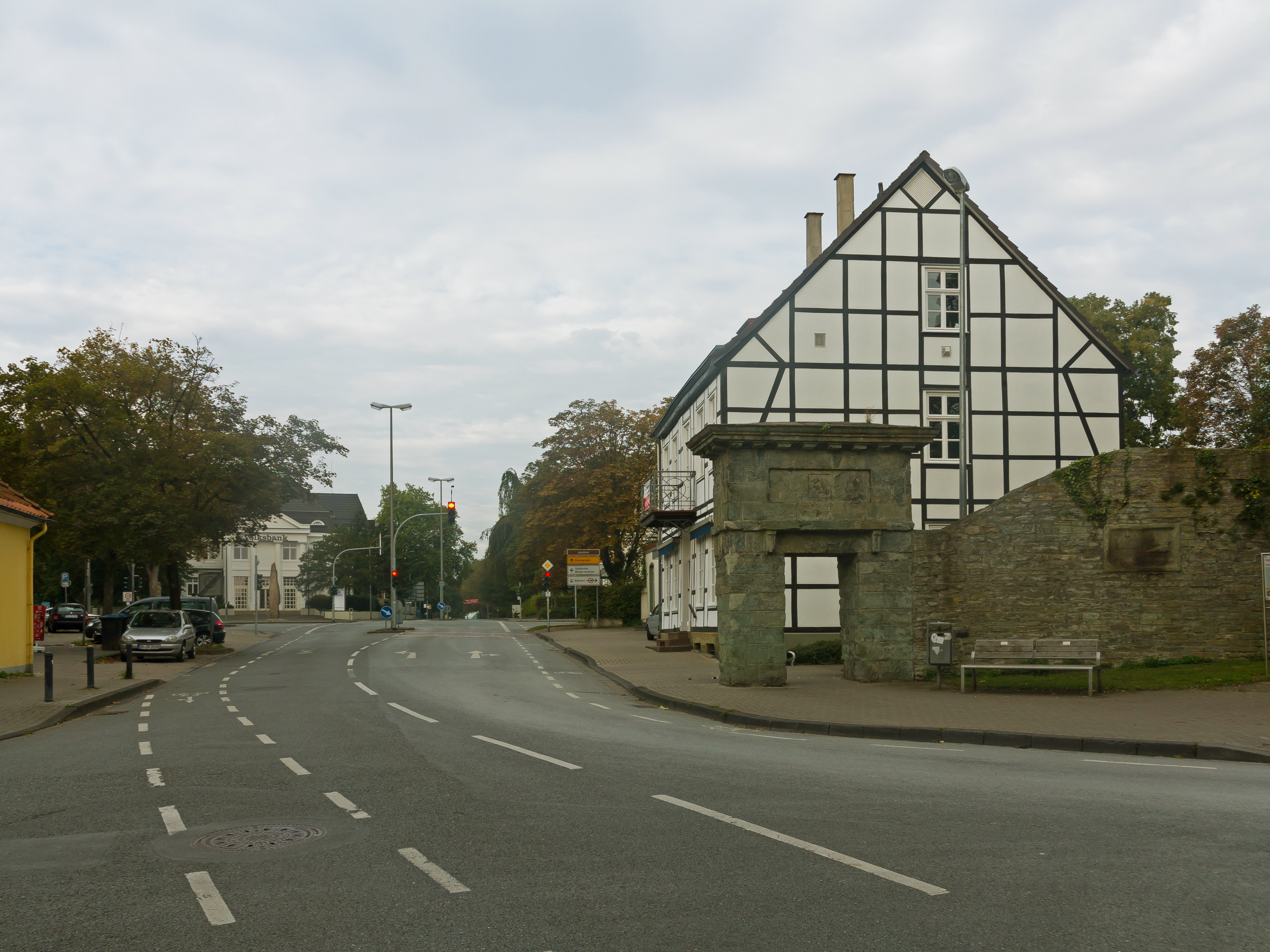
El torre (Jakobitor) en la calle
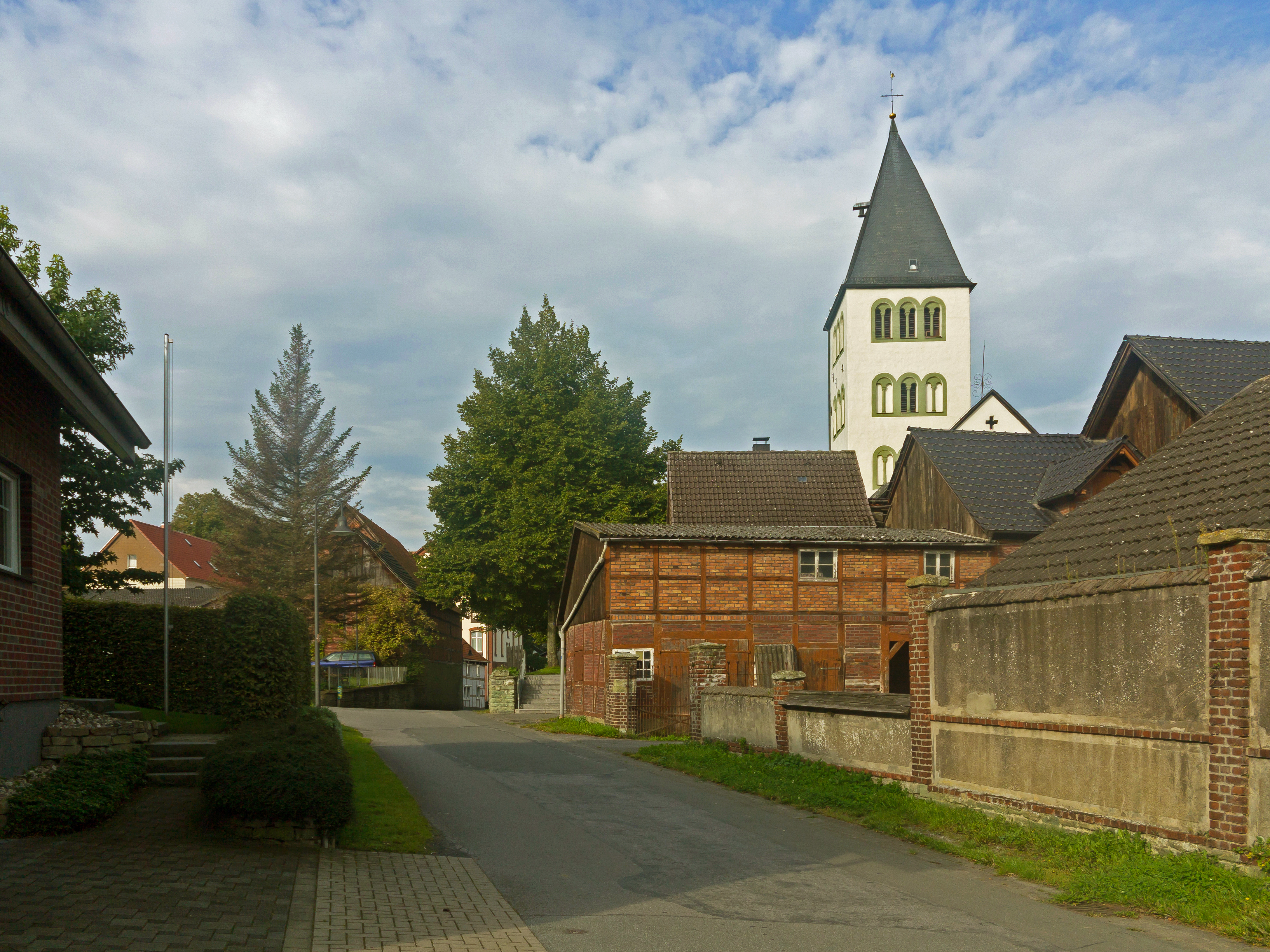
Ostönnen, el torre de la iglesia (Sankt Andreas Kirche) en la calle